# 雪華模様
雪華模様（せっかもよう）は、雪の結晶を配した模様のこと。雪を花に見立てて名づけられた。雪花模様、大炊模様（おおいもよう）、六つの花（むつのはな）とも。

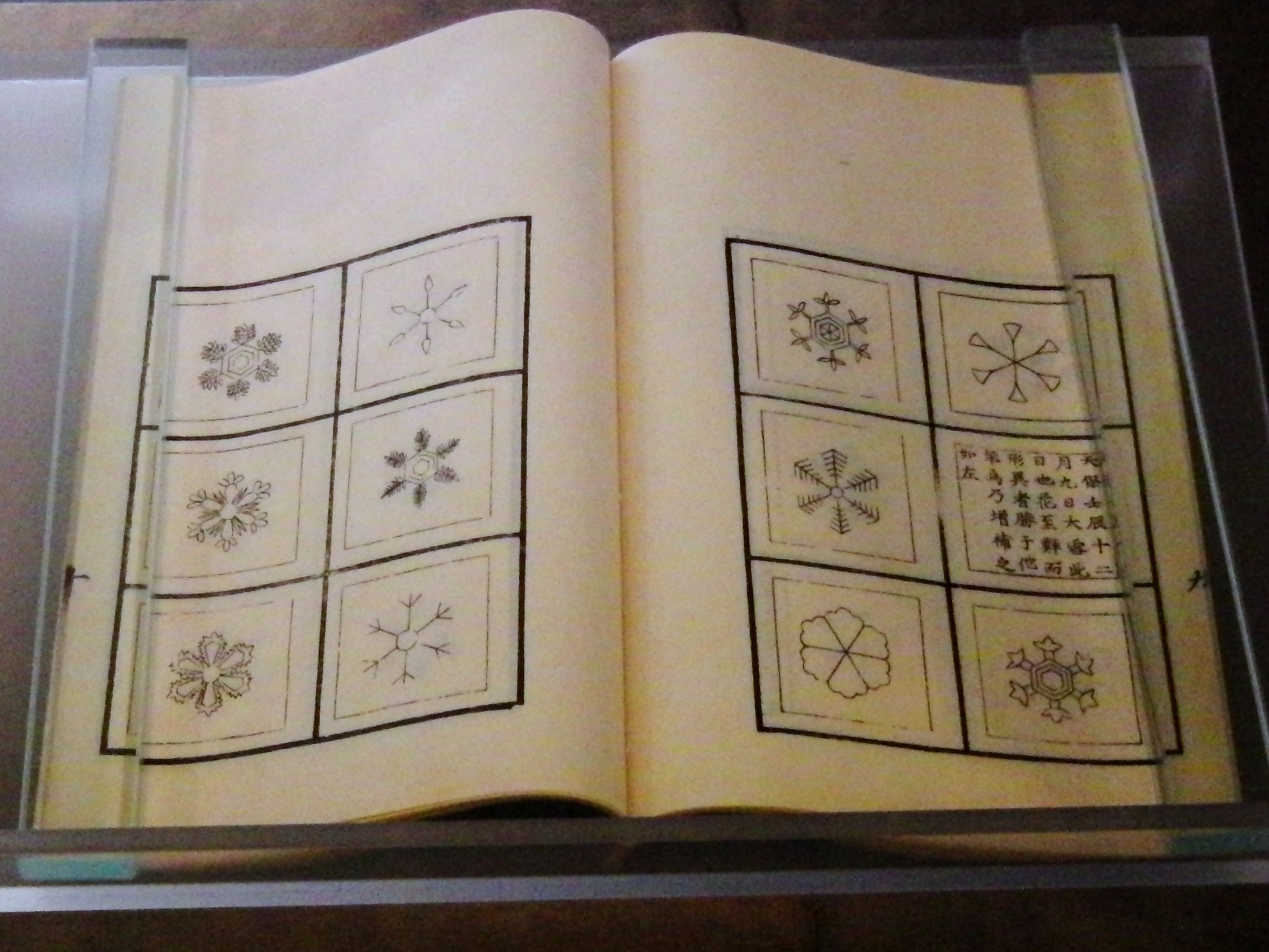
『雪華図説』。土井利位著、1832年（天保3年）刊。国立科学博物館の展示。

中国では、古くから雪の結晶が六角形をしていることが知られており、前漢の時代には韓嬰が雪の結晶についてふれた詩を残している。日本でも、東北などの寒冷地や中国からの知識が伝わり、平安期には雪の結晶が六角形であることが知られており、六弁の花（六つの花）として表現されていたが、観察記録などの文献は残っていない。江戸時代に入って古河藩主土井利位が雪の結晶を観察し、『雪華図説』にまとめ出版したところ、結晶図の美しさと完成度の高さから、雪の結晶の模様（雪華模様）は江戸庶民の間で流行し、着物や服飾小物、はては茶碗の模様にまで使われた（この流行を受けて土井利位は『続雪華図説』を刊行している）。
雪華模様の「雪華」は土井利位の命名による。また、別名の「大炊模様」は、利位の官職（大炊頭）からとられている。